# بیمارستان آمپارا
بیمارستان آمپارا (به انگلیسی: Ampara Hospital) بیمارستانی همگانی در سری‌لانکا است و دارای ۴۷۶ تخت است.